# Montserrat (berg)
Montserrat är ett 1 236 m högt berg och naturskyddsområde beläget 50 km nordväst om Barcelona i Katalonien, Spanien. Montserrat betyder ungefär "det sågtandade berget" på katalanska. Det alluderar på bergets många raviner. Berget hyser även benediktinerklostret Santa Maria de Montserrat. Från toppen av Montserrat är det vid mycket klart väder möjligt att urskilja Puig Major som är Mallorcas högsta berg. Mallorcas kust belägen på ett avstånd av 216 km kan dock inte urskiljas på grund av jordens krökning.

## Berget
Montserrats bergsmassiv har tillkommit genom 2 olika historiska etapper, den första etappen var bildandet av bergsmassivet, vilket skedde genom sedimentation under främst eocenepoken 35-55 miljoner år sedan. Mer exakta beräkningar anger bergets uppbyggnadsfas till drygt 30 miljoner år, med start omkring 65 miljoner år sedan. Det som är platsen för dagens Montserrat var under den här perioden ett floddelta dit finkornigt material transporterades från en kontinent belägen mellan dagens Katalonien och Balearerna.

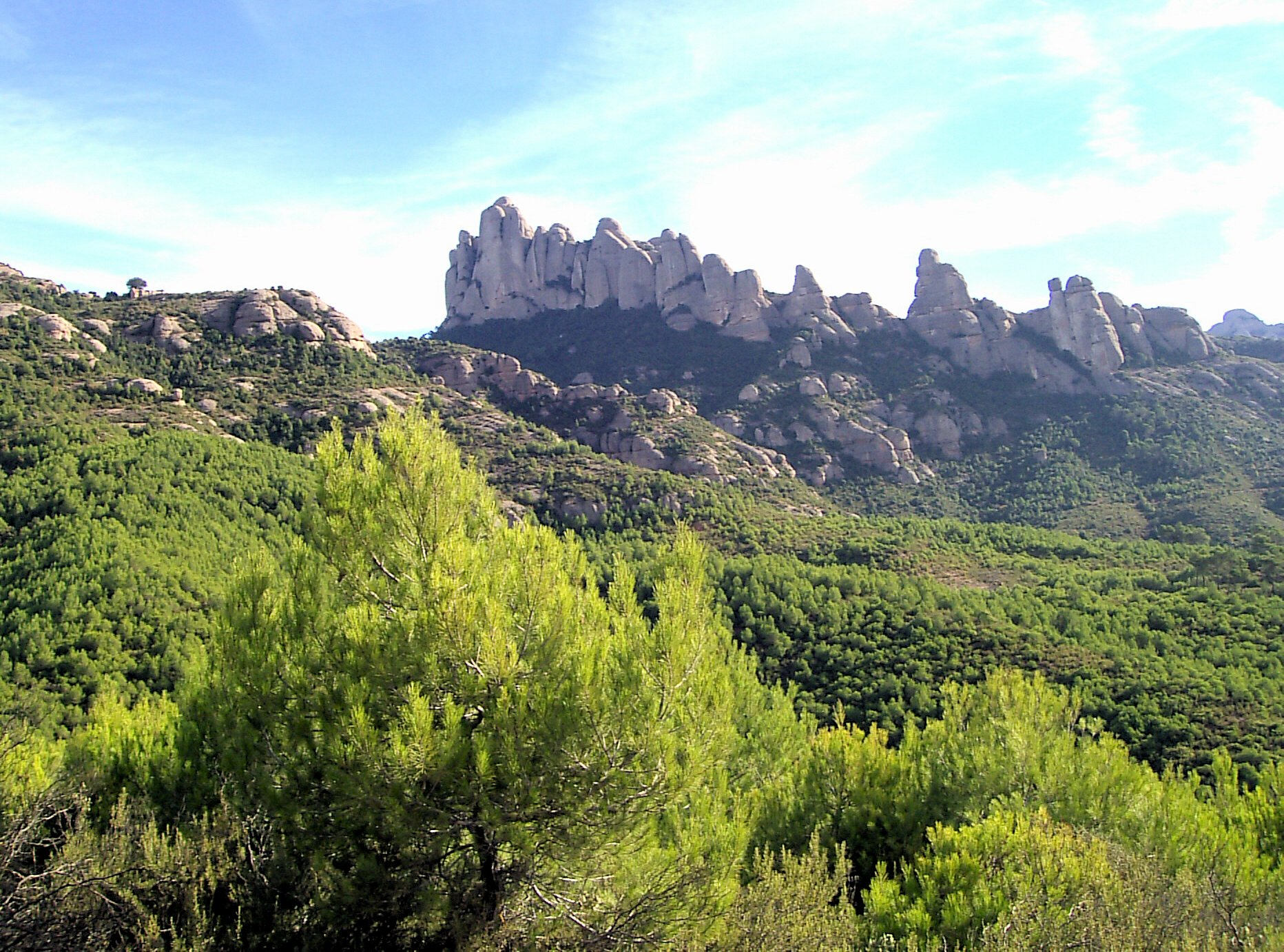
Montserratmassivets bergskrön sett från söder.

Den andra fasen i bergets tillkomst är den som gett berget dess säregna utseende, den inleddes för drygt 25 miljoner år sedan och fortgår ännu. Montserrats utseende är ett resultat av dels plattektonik mellan den Iberiska halvön och den Europeiska kontinenten som givit upphov till bergets isolerade läge samt en längre ännu pågående erosionsfas som inleddes för flera miljoner år sedan. Monserrats bergart är av sedimentärt ursprung och utgörs av konglomerat inneslutet i kalksten. Då berget konstant eroderas genom att vatten långsamt löser upp kalkstenen som innesluter konglomeraten förekommer större ras nästan varje vinter, att berget är fullt av stora monoliter beror på att dessa omgivits av en mera snabberoderande lera som genom regn och vind spolats bort och exponerat monoliterna.
Det omgivande landskapet består till stor del av kuperad terräng med bergstoppar som når omkring 700 till 800 meter över havet, av denna anledning upplevs Montserrat som både större och högre än vad det är. Dess relativa höjd uppgår till som minst 706 meter och som mest drygt 1 100 meter. Bergsmassivet är omkring 10 km långt, 5 km brett med en omkrets på 25 km och upptar en yta om 45 kvadratkilometer.

## Naturskyddsområdet
För att garantera dess bevarande utnämndes hela bergsmassivet till naturskyddsområde Parc Natural de la Muntanya de Montserrat 1987. Den huvudsakliga vegetationen är typisk för medelhavet och utgörs främst av ek och olvon. På grund av bergets natur med olika klimatzoner är artrikedomen ganska stor och varierad, allt från ek, idegran och tall till gurkört och solros, på Montserrat växer bland annat den endemiska arten Saxifraga callosa catalaunica. Totalt finns det på Montserrat 1250 olika arter representerade.
Även faunan är mycket varierad med vildsvin, ekorre, salamander, huggorm, fladdermus, stenmård, stenbock, genett, tornfalk, hökörn etc. Tidigare har Montserrat även hyst varg, rådjur, hjort, samt ett flertal rovfågelarter. Efter en större brand 1986 och det faktum att parken blivit allt populärare som rekreationsområde bland barcelonabor och turister (2,5 miljoner besökare 2005) har ett flertal större däggdjur försvunnit.

## Kommunikationer

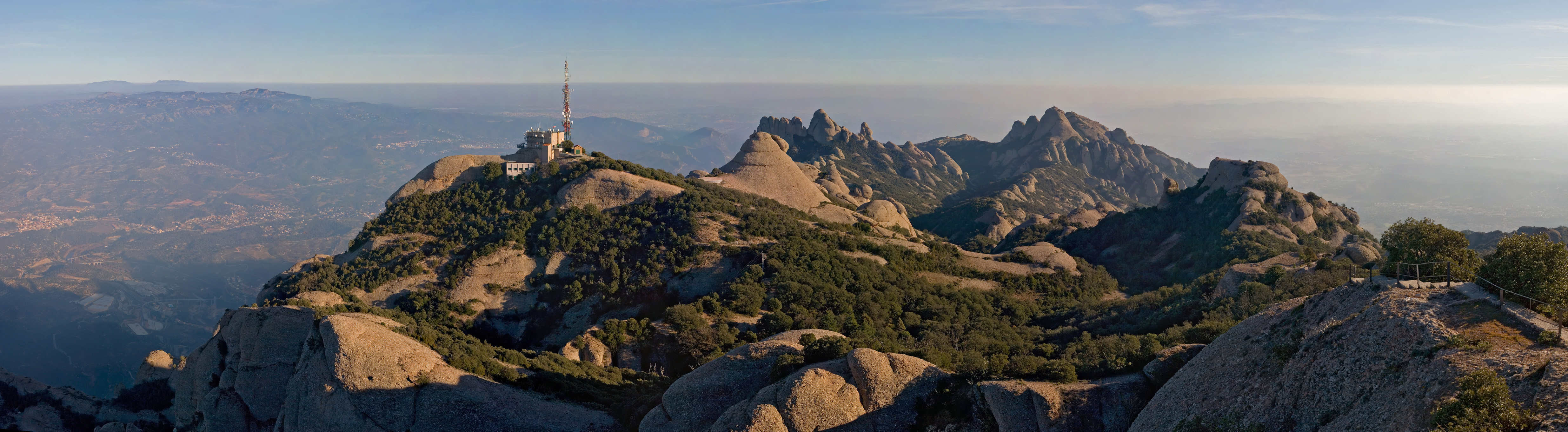
Montserrat sett från Sant Jeroni 1 236 m ö.h. I bilden syns även Mirador del Moro som var toppstationen för kabinbanan aeri de Sant Jeroni; efter att kabinbanan lades ned byggdes huset om till väderobservations- och telekommunikationsstation.

Upp till klostret Santa Maria de Montserrat (720 meter över havet) kan man ta sig antingen med bil, buss, kuggstångsbana (Cremallera de Montserrat) eller kabinbana (Aeri de Montserrat). Det finns även två bergbanor som utgår ifrån klostret, den ena (Funicular de Sant Joan) tar besökarna upp till drygt 1 000 meters höjd varifrån man via en stig kan nå Sant Jeroni som är den högsta punkten på Montserrat (1 236 meter över havet). Den andra är (Funicular de Santa Cova) som tar besökarna ner till grottan Santa Cova.
Mellan 1929 och 1983 fanns ytterligare en kabinbana, aeri de Sant Jeroni, belägen drygt 2,5 km norr om klostret Santa Maria de Montserrat. Den transporterade passagerare mellan klostret Santa Cecília de Montserrat och Mirador del Moro (en restaurang och utkiksplats). Den var, fram till den stängdes på grund av olönsamhet, Europas brantaste kabinbana med en genomsnittlig lutning på 52 grader och en maximal lutning på 64 grader.